# Andrei Sepsi
Andrei Sepsi (scris și Andreas Sepci; n. 7 octombrie 1911, comitatul Maramureș, Regatul Ungariei – d. 3 decembrie 1992) a fost un fotbalist și antrenor român, remarcat în România pentru activitatea sa la echipa U Cluj.
A jucat pentru Universitatea Cluj în perioada 1930-1937 pe postul de portar și a antrenat-o în perioada deceniului 7, câștigând Cupa României în sezonul 1964-1965. A apărat buturile României la Balcaniada din 1933, neprimind nici un gol.